# Рай, Тарундип
Тарундип Рай (хинди तरूणदीप राई; род. 22 февраля 1984, Намчи, Сикким) — индийский лучник, выступающий в соревнованиях по стрельбе из олимпийского лука. Двукратный серебряный призёр чемпионатов мира, серебряный и бронзовый призёр Азиатских игр, участник Олимпийских игр. Кавалер Падма Шри и лауреат премии Арджуны.

## Биография
Тарундип Рай родился 22 февраля 1984 в Намчи. Начал заниматься стрельбой из лука в 1997 году в родном городе. Впервые заинтересовался стрельбой из лука, когда увидел родственный вид спорта, в котором нужно стрелять с завязанными глазами.
Владеет хинди, английским и непальским языками.
Двоюродный брат Тарундипа Рая — футболист Байчунг Бхутиа. У Тарундипа есть сын Нусам Сингх Рай.

## Карьера
Тарундип дебютировал на международном турнире по стрельбе из лука в возрасте 19 лет, на чемпионате Азии 2003 года, проходившем в Янгоне.
Тарундип входил в состав сборной Индии на чемпионате мира 2003 года в Нью-Йорке, тогда команда финишировала на четвёртом месте. В 2004 году выиграл Азиатский Гран-при, проходивший в Таиланде. На летних Олимпийских играх 2004 года Тарундип занял 32-е место в рейтинговом раунде, набрав 647 очков за 72 выстрела. Он встретился с Александросом Карагеоргиу из Греции в первом матче плей-офф и проиграл со счётом 143:147. В командном турнире выступали Саньядев Прасад, Тарундип Рай и Маджхи Саваиян. В первом матче против Австрлии Индия проиграла со счётом 236:248 и заняла итоговое одиннадцатое место.
В 2005 на третьем этапе Азиатского Гран-при в Джакарте Тарундип Рай завоевал бронзовую медаль. На чемпионате мира 2005 года в Мадриде Индия в командном мужском турнире завоевала серебро. Тарундип Рай также стал первым индийцем, вышедшим в полуфинал чемпионата мира в 2005 году. Он проиграл Чхве Вон Чжону из Южной Кореи со счётом 106:112 в матче за бронзу. На чемпионате Азии в Нью-Дели занял седьмое место.
В начале 2006 года принял участие на трёх этапах Кубка мира. В Порече занял восемнадцатое место, в Анталии стал 37-м, в Шанхае — 17-м. Вместе с индийской командой завоевал бронзовую медаль на Азиатских играх 2006 года в Дохе.
Угрожающая карьере травма плеча заставила его пропустить почти два года (2007 и 2008), хотя он участвовал на чемпионате мира 2007 года в Лейпциге, где проиграл первому сеяному Ли Чанг Хвану во втором раунде, а также на этапах Кубка мира и в 2008 году в Санто-Доминго даже стал четвёртым, проиграв в бронзовом матче россиянину Бальжинима Цыремпилову.
В 2009 году Рай участвовал на трёх этапах Азиатского Гран-при, став вторым в Иране, десятым в Индии и первым в Бангладеш.
В 2010 году выступил на этапах Гран-при, выйдя в 1/8 финала в Порече (проиграл французу Жану-Шарлю Валладону) и Шанхае (проиграл Ким У Джину). В Анталии на стадии 1/16 финала проиграл британцу Саймону Терри, а в Огдене в том же раунде Себастьяну Рорбергу из Германии. Тарундип Рай не попал в мужскую команду на Азиатских играх 2010 года в Гуанчжоу, и участвовал только в личном зачёте. Он выиграл индивидуальную серебряную медаль в стрельбе из лука 24 ноября 2010 на Азиатских играх.
В 2011 году принял участие на чемпионате мира в Турине, где стал семнадцатым в индивидуальном первенстве и девятым в командном.
Тарундип принял участие на Олимпийских играх в Лондоне в 2012 году, квалифицировавшись по итогам квалификационного турнира в Огдене, где занял третье место. В командном турнире индийцы в первом же матче, завершившимся со счётом 214:214, проиграли японским лучникам в перестрелке. В индивидуальном турнире Тарундип Рай в первом матче плей-офф встретился с кубинцем Хуаном Карлосом Стивенсом, и после пяти сетов счёт был равным. Индийский спортсмен попал в девятку в перестрелке, тогда как кубинец — в восьмёрку. В 1/16 финала индиец попал на корейца Ким Боп Мина и со счётом 2:6 проиграл и завершил выступления.
В 2013 году на этапе Кубка мира в Медельине Тарундип Рай выбыл во втором раунде, проиграв Тома Фашерону из Франции. Во Вроцлаве во втором раунде проиграл со счётом 4:6 Антону Карукину из Белоруссии.
На этапе Кубка мира 2014 года во Вроцлаве индийцы в составе Атану Дас, Тарундип Рай и Джаянта Талукдар стали серебряными призёрами командного турнира, проиграв в финале мексиканцам Луису Альваресу, Хуану Серрано и Педро Вивасу Алькала. В личном турнире Тарундип Рай показал шестой результат в рейтинговом раунде, но уже в первом матче проиграл Антону Прилепову из Белоруссии.
В 2015 году Тарундип Рай участвовал в Кубке мира в помещении в Бангкоке. Он сумел добраться до четвертьфинала, победив Цзяньвэня Фана из Китая, Максимилиана Хана из Таиланда, но затем уступил мексиканцу Луису Альваресу.
Тарундип Рай выиграл три золотые медали на Южноазиатских играх 2016 года в Гувахати и Шиллонге.
В 2017 году принял участие на этапе Кубка мира в Берлине. В личном первенстве Рай победил Онура Тезела из Турции в первом матче (6:4), а в следующем оказался сильнее Хидэки Кикути из Японии. На стадии 1/16 финала индиец уступил Брейди Эллисону. В командном турнире индийцы в первом матче победили Канаду, но затем в перестрелке уступили Нидерландам. За команду помимо Тарундипа Рая выступали Атану Дас и Джаянта Талукдар. На чемпионате мира 2017 года в Мехико Тарундип Рай занял 48-е место, набрав 645 очков из 720 возможных, и уже в первом раунде проиграл кубинцу Хану Карлосу Стивенсу. В состав мужской сборной Индии входили Мангал Чампия, Атану Дас и Тарундип Рай, однако в командном турнире они также проиграли в первом раунде в перестрелке американцам.
На третьем этапе Кубка мира 2019 года в Анталии Тарундип Рай победил австрийца Доминика Ирраша со счётом 7:3 и словенца Гаспера Страйхара (6:4), однако затем в перестрелке при равном счёте проиграл олимпийскому чемпиону Мауро Несполи из Италии. В команде выступали Атану Дас, Правин Джадхав и Тарундип Рай, однако они уже в первом матче попали на итальянцев и проиграли в перестрелке.
На чемпионате мира 2019 года в Хертогенбосе Тарундип Рай завершил рейтинговый раунд на 21-м месте с 676 очками. В первом раунде он всухую победил финна Антти Текониеми, затем оказался сильнее немца Седрика Ригера (6:2), японца Томоаки Курая, а в 1/8 проиграл голландцу Шефу ван ден Бергу. Вместе с Правином Джадхавом и Атану Дасом индийцы дошли до финала командного турнира, где уступили китайцам 2:6. На пути в финал они победили Норвегию 5:1, Канаду 5:3, Тайвань 6:0 и Нидерланды в перестрелке при равном счёте 4:4. Серебро обеспечило Индии представительство в 3 лучника на индивидуальном турнире на Олимпиаде в Токио и место в командном турнире. Тарундип Рай также принял участие в миксте вместе с Бомбайлой Деви Лайшрам, но уже в первом матче против поляков Сильвии Зизаньской и Марека Шафрана они проиграли в перестрелке со счётом 17:19.
На четвёртом этапе Кубка мира 2019 года в Берлине Тарундип Рай победил новозеландца Дэвида Веллемана со счётом 6:0, а затем проиграл итальянцу Амедео Тонелли (4:6). Рай выступил на тестовом предолимпийском турнире в Токио, где проиграл в первом же поединке Мауро Несполи.
Кубок мира в 2020 году был отменён из-за пандемии коронавируса. На первом этапе в Гватемале Тарундип Рай победил в первом матче мексиканца Ивана Гонсалеса, а затем проиграл Алхелю Альварадо со счётом 4:6. В командном турнире Тарундип Рай выступал вместе с Атану Дасом и Правином Джадхавом, но уже в первом матче в перестрелке проиграли испанцам. На последнем перед Олимпиадой этапе Кубке мира в Париже Рай проиграл в первом матче олимпийскому чемпиону 2004 года Марко Гальяццо из Италии со счётом 4:6. Индийская мужская сборная в том же составе, в котором участвовала в Гватемале, победила Мексику в 1/8 финала со счётом 6:0, но в четвертьфинале против Германии матч дошёл до перестрелки и сильнее оказались европейские лучники.
Режим самоизоляции перед Олимпиадой он использовал для тренировок, потеряв 14 килограммов за 6 месяцев. На Олимпийских играх в Токио, перенесённых на один год из-за пандемии коронавируса, мужская сборная Индии в составе Атану Дас, Правин Джадхав и Тарундип Рай в первом матче командного турнира победили Казахстан со счётом 6:2, но во втором поединке против Кореи уступили всухую и выбыли из борьбы. В индивидуальном первенстве Тарундип Рай, занявший 37-е место в рейтинговом раунде с 652 очками, победил Алексея Гунбина из Украины со счётом 6:4. На стадии 1/16 финала матч после пяти сетов не закончился и перешёл в перестрелку, в которой сильнее оказался соперник индийца, Итай Шанни из Израиля.
Тарундип Рай заявлял, что Олимпийские игры в Токио станут последним соревнованием в его карьере. Он также сказал, что для него болезненным оказался перенос Игр на один год, ведь он «не хочет оставаться до 40 лет в сборной и лишать юниоров места».

## Награды
Тарундип является лауреатом премии Арджуны (2005) за достижения в стрельбе из лука.
В 2020 году правительство Индии удостоило его Падма Шри, четвёртой по величине гражданской награды в Индии.